# Prüferova grupa

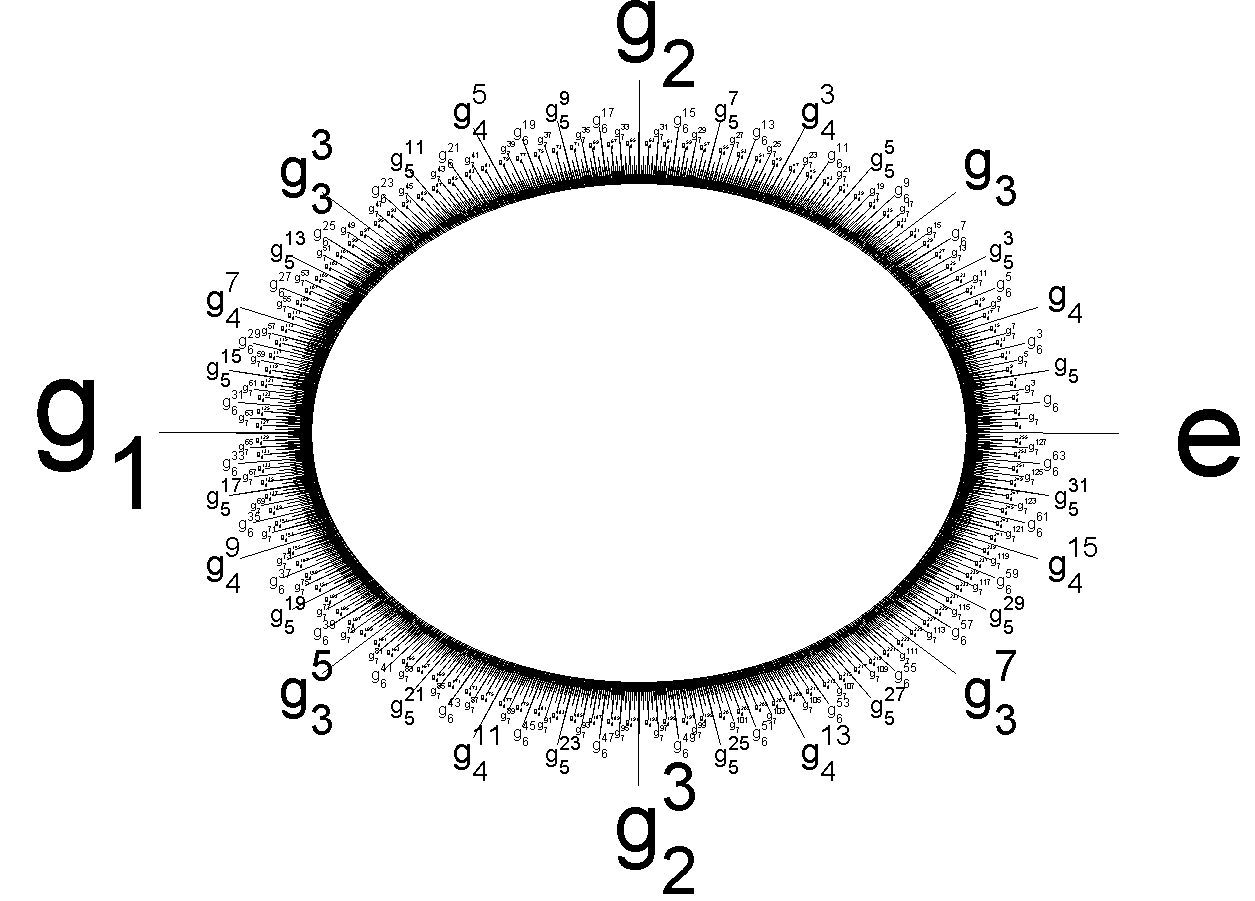
Prüferova 2-grupa

V teorii grup se pro prvočíslo p rozumí Prüferovou p-grupou taková p-grupa, v které má každý prvek p ptých odmocnin. Pro každé p existuje (až na izomorfismus) právě jedna Prüferova grupa a je značena {\displaystyle \mathbb {Z} (p^{\infty })}.
Prüferovy grupy jsou pojmenovány po německém matematikovi Heinzovi Prüferovi. Jedná se o spočetné Abelovy grupy. Prüferovy grupy mohou být reprezentovány podmnožinou komplexní jednotkové kružnice, do které jsou zařazeny právě všechny {\displaystyle p^{n}}té odmocniny z jedné
(násobení odpovídá skládání otáčení).
Prüferovy grupy jsou divizibilní grupy, tj. rovnice {\displaystyle x^{n}=a} má řešení pro libovolné celé číslo {\displaystyle n} a libovolný prvek grupy {\displaystyle a}. Naopak každá divizibilní Abelova grupa je izomorfní přímému součtu Prüferových grup a kopií aditivní grupy racionálních čísel {\displaystyle (\mathbb {Q} ,+)}.